# Brett Szabo
Brett Leon Szabo (Postville, 1º febbraio 1968) è un ex cestista statunitense, professionista nella NBA.

## Carriera

### College
Ha giocato per quattro anni all'Augustana College, nella Division II della NCAA.

### Professionista
Nella stagione 1990-1991 ha giocato in Australia; dal 1991 al 1993 ha giocato nella CBA con i Sioux Falls Skyforce, mentre dal 1993 al 1995 ha giocato con altre squadre sempre in questo campionato. In totale ha giocato 122 partite nella CBA, con medie di 3,7 punti e 3,3 rimbalzi a partita in 13,1 minuti di impiego medio a gara; nel 1996 ha giocato per un periodo al Landshut, squadra del campionato tedesco. Nella stagione 1996-1997 ha giocato nella NBA con i Boston Celtics, venendo inizialmente ingaggiato solo per il training camp ma riuscendo poi a rimanere nel roster biancoverde per l'intera stagione, nella quale gioca in totale 70 partite (24 delle quali in quintetto base) con medie di 2,2 punti, 2,4 rimbalzi e 0,5 stoppate a partita in 9,5 minuti di media a gara. A fine anno non viene riconfermato dai Celtics. Successivamente dal 1998 al 2000, anno del suo ritiro dall'attività agonistica, ha giocato nel campionato slovacco con il Pezinok, con cui vince due campionati consecutivi ed una Coppa di Slovacchia.

## Palmarès
- Campionato slovacco: 2

Pezinok: 1998-99, 1999-2000
- Coppa di Slovacchia: 2

Pezinok: 1999, 2000